# Immeuble au 19, rue de la Douane à Strasbourg
L'immeuble au 19, rue de la Douane est un monument historique situé à Strasbourg, dans le département français du Bas-Rhin.

## Localisation
Ce bâtiment est situé au 19, rue de la Douane et au 1, rue de l'Etal à Strasbourg.

## Historique
L'édifice fait l'objet d'une inscription au titre des monuments historiques depuis 1947.